# マーメイドラグーン
マーメイドラグーン (Mermaid Lagoon) とは、東京ディズニーシー (TDS) にあるテーマポートの1つである。

## 概要
ディズニー映画『リトル・マーメイド』をモチーフにした、人魚「アリエル」とその仲間達が住む海中の世界を「トリトンズ・キングダム」。トリトン王は、自分の娘アリエルが人間の王子エリックと結婚をしたことを機に、人間と海の住人が仲良くなれる場を作ろうと考え、人間を受け入れられるようにした。「アバブ・ザ・シー」（海上）と「アンダー・ザ・シー」（海中）の2つのエリアから構成されている。このエリアはTDSに7つあるテーマポートの中では最も面積が狭く、パーク内で唯一大規模な屋内施設（トリトンズ・キングダム）がある。

## 施設

### アトラクション
アバブ・ザ・シー
- アリエルのグリーティンググロット（2020年3月31日クローズ）
- スカットルのスクーター
- フランダーのフライングフィッシュコースター

アンダー・ザ・シー
- アリエルのプレイグラウンド
- ジャンピン・ジェリーフィッシュ
- ブローフィッシュ・バルーンレース
- マーメイドラグーンシアター
- ワールプール

### ショップ
アバブ・ザ・シー
- グロットフォト&ギフト
- シータートル・スーヴェニア
- マーメイドメモリー

アンダー・ザ・シー
- キス・デ・ガール・ファッション
- スリーピーホエール・ショップ
- マーメイドトレジャー

### レストラン
アンダー・ザ・シー
- セバスチャンのカリプソキッチン

### サービス施設
レストルーム
- 「キス・デ・ガール・ファッション」横

マーメイドラグーン・ベビーケアルーム
キス・デ・ガール・ファッションの近く。
授乳室、おむつ交換台がある。
メールボックス
- 「トリトンズキングダム」アラビアンコースト寄りの出入り口横

公衆電話
- 「キス・デ・ガール・ファッション」横

## Trivia
- 当初、東京ディズニーランドのトゥーンタウンのように、エリア全体にスポンサーがつくことが予定されていた。しかし、そのスポンサー契約を結んでいたそごうが、2000年（平成12年）9月7日、民事再生法のもと経営再建中であり、新たな出費はなるべく避けたいとの意向から、契約を解除することとなってしまったのである。なお、この契約は「マーメイドラグーン」にそごうのロゴを表示し、TDSのロゴマークをそごうの広告などの営業活動に使用できるものだったという。その後、OLCはそごうに代わる新たなスポンサーを模索したが、結局スポンサーなしのまま、現在に至っている[要出典]。2003年（平成15年）4月12日 - 2008年（平成20年）4月15日まで、そごうは、S.S.コロンビア号の真横に設置されている「ドックサイドステージ」のスポンサーになっていたが、これは民事再生法の手続きが完了した、TDSオープン後に契約したものであった。
- キングトリトンキャッスルの造形や、タイルで作られたモザイク模様などは、アントニ・ガウディが設計したグエル公園の建物をモデルとしている[3]。
- マーメイドラグーンからミステリアスアイランドへと向かう洞窟の入り口には夜になると岩肌からライトが放射され、魚が浮かび上がる仕掛けがある[1]。